# تیلاپیای آبی
تیلاپیای آبی (نام علمی: Oreochromis aureus) نام یک گونه از تبار سیکلیدهای تیلاپیایی است.